# Schmidt Peak
Schmidt Peak är en bergstopp i Antarktis. Den ligger i den centrala delen av kontinenten. Inget land gör anspråk på området. Toppen på Schmidt Peak är 2 237 meter över havet.
Terrängen runt Schmidt Peak är platt åt sydost, men åt nordväst är den kuperad. Trakten är obefolkad. Det finns inga samhällen i närheten.